# La Mesnière
La Mesnière ist eine französische Gemeinde mit 277 Einwohnern (Stand: 1. Januar 2022) im Département Orne in der Region Normandie; sie gehört zum Arrondissement Mortagne-au-Perche und zum Kanton Mortagne-au-Perche. Die Einwohner werden Mesnérois genannt.

## Geographie
Die Gemeinde La Mesnière liegt etwa 30 Kilometer ostnordöstlich von Alençon im Hügelland der Perche an der oberen Sarthe, die die Gemeinde im Nordwesten begrenzt, sowie deren Zufluss Hoëne. Umgeben wird La Mesnière von den Nachbargemeinden Bazoches-sur-Hoëne im Norden und Osten, Boëcé im Osten, Courgeoût im Osten und Südosten, Coulimer im Südosten und Süden, Saint-Quentin-de-Blavou im Süden und Südwesten, Buré im Südwesten und Westen, Coulonges-sur-Sarthe im Westen sowie Bures im Nordwesten. Durch den Süden der Gemeinde führt die autobahnartig ausgebaute Route nationale 12.

## Bevölkerungsentwicklung
| Jahr                       | 1962 | 1968 | 1975 | 1982 | 1990 | 1999 | 2011 | 2021 |
| -------------------------- | ---- | ---- | ---- | ---- | ---- | ---- | ---- | ---- |
| Einwohner                  | 296  | 298  | 266  | 276  | 271  | 255  | 314  | 278  |
| Quellen: Cassini und INSEE |      |      |      |      |      |      |      |      |

## Sehenswürdigkeiten
- Kirche Saint-Gervais-et-Saint-Protais aus dem 11. Jahrhundert
- Schloss Les Joncherets aus dem 18. Jahrhundert, Monument historique

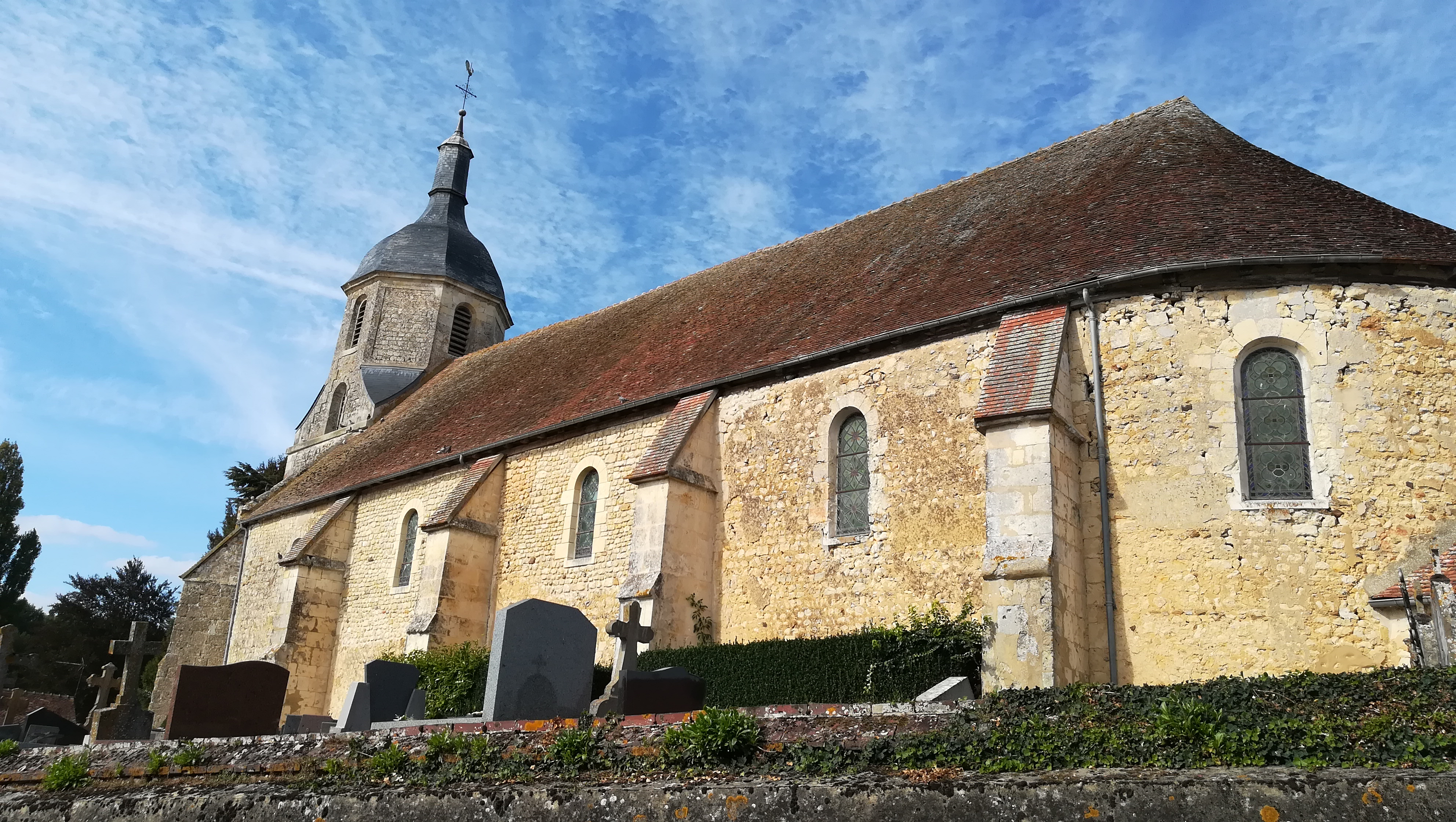
Kirche Saint-Gervais-et-Saint-Protais
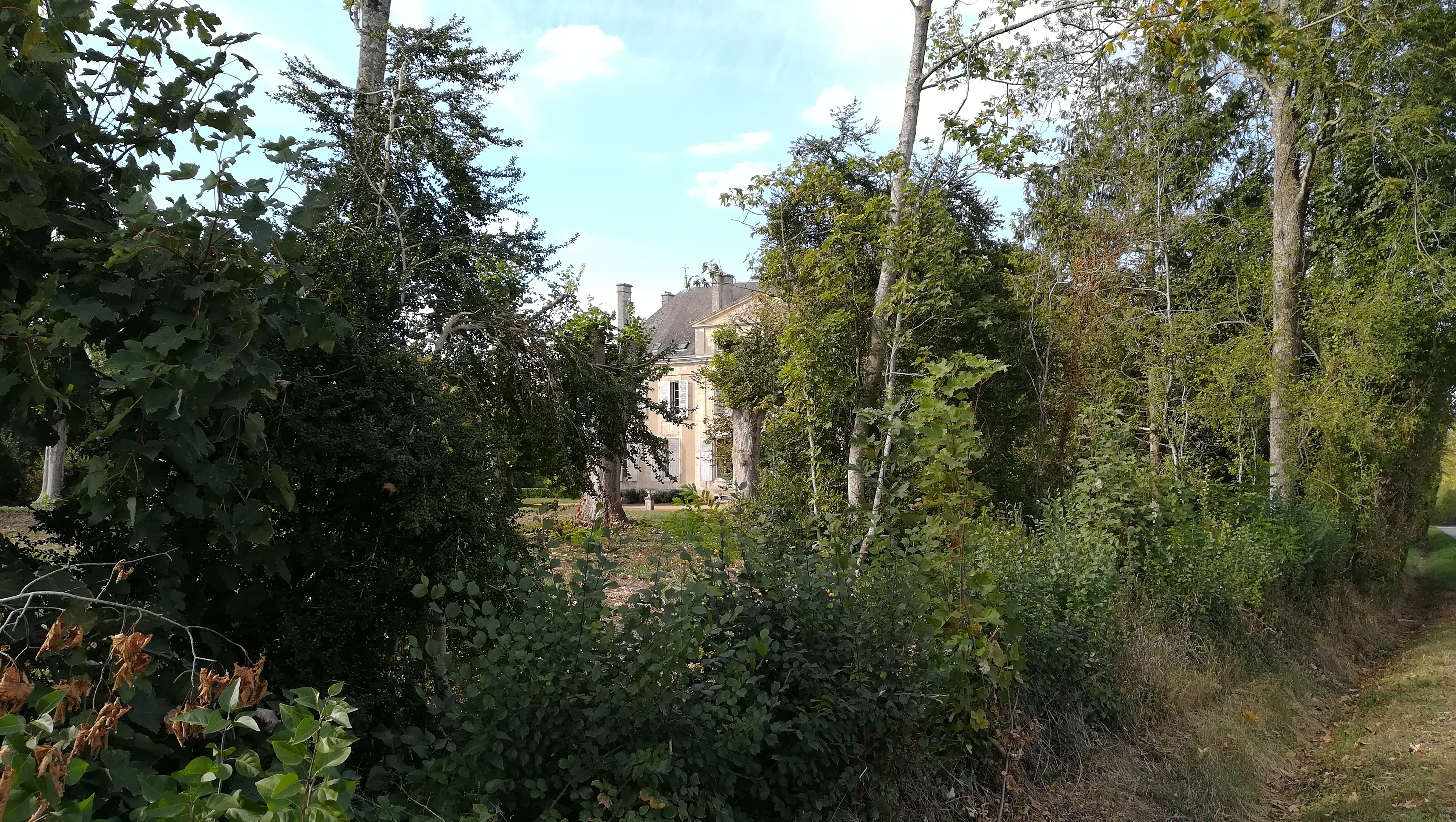
Schloss Les Joncherets